# Павловка (Куйбышевский район)
Па́вловка — деревня в Куйбышевском районе Новосибирской области. Входит в состав Горбуновского сельсовета.

## География
Площадь деревни — 21 гектар.

## История
Основана в 1896 году. В 1926 году деревня состояла из 47 хозяйств, основное население — русские. В административном отношении находилась в составе Старо-Бородинского сельсовета Барабинского района Барабинского округа Сибирского края.

## Население
| 1926 | 2002 | 2007 | 2010 |
| ---- | ---- | ---- | ---- |
| 290  | ↘110 | ↗113 | ↘88  |

## Инфраструктура
В деревне по данным на 2007 год функционирует 1 учреждение образования.

## Известные уроженцы
- Константинов, Алексей Кириллович (1919—2008) — советский авиаконструктор.